# بيرغيتا بريمر
بيرغيتا بريمر (بالسويدية: Birgitta Bremer)‏ هي عالمة نبات سويدية، ولدت في 1950.

## وصلات خارجية
- الموقع الرسمي